# Ópusztaszer
Ópusztaszer (bis 1974 Sövényháza) ist eine Gemeinde im Komitat Csongrád-Csanád, in der Südlichen Tiefebene im Süden Ungarns, bekannt durch das „Feszty-Panorama“ auf dem 55 ha großen Freilichtmuseum.

## Geografie

### Geografische Lage
Ópusztaszer liegt in dem 22.000 ha großen Naturschutzgebiet von Pusztaszer mit Hainen, Wiesen und Flüssen zwischen der Landstraße E75 und der Theiß.
Anfang der 1970er Jahre wurde auf Initiative des Soziographen Ferenc Erdei der Ort Ópusztaszer angelegt und ausgebaut. Die Arbeiten wurden bis 1995 von der Direktion der Museen im Komitat Csongrád geleitet, bis diese von der Gesellschaft mit Gemeinnutzen übernommen wurden. Zu den Architekten gehört György Csete, der 1992 die Waldkirche mit Museum zur Erinnerung an die Landnahme im 11. Jh. errichtete.

## Das Feszty-Panorama
Nach seiner Heimkehr aus Paris und auf den Rat seines Schwiegervaters, dem Schriftsteller Mór Jókai, fing 1892 Árpád Feszty an das Panorama zu malen. Die riesige Leitwand dafür war aus Belgien geliefert worden. Das Gebäude für das Panoramabild war vom Architekten Adolf Feszty entworfen worden.
Das 120 m lange, 15 m hohe und in einem Kreis von 38 m Durchmesser bildende Panorama, zeigt die Episoden der Landnahme um 896. Zwei Jahre lang, von 1892 bis 1894 arbeiteten Árpád Feszty, László Mednyánszky sowie Pál Vágó an dem Panoramabild.
Im Uhrzeigersinn kann der Besucher die einzelnen Szenen mit den dazu passenden Toneffekten beobachten, wobei die wichtigsten Episoden mit Lichtstrahlen beleuchtet werden.

## Freilichtmuseum und Ruinengarten
Im Freilichtmuseum werden die verschiedenen Varianten der bäuerlichen Kultur und die typischen Szenen des öffentlichen Lebens der Umgebung aus dem 18. Jahrhundert gezeigt. Zu sehen sind eine Schule, ein Gehöft mit Stall, Schuppen, Getreidespeicher sowie Wein und Nutzgarten.
Eine Fischerei, Schmiede mit Wagner und Sattler mit den noch dazugehörenden Bauernhöfen, eine Windmühle, Dorfladen, Feuerspritzen und der Ruinengarten sind zu besichtigen. Laut Überlieferung haben die landnehmenden Ungarn im Jahre 896 an dieser Stelle ihre Zelte aufgeschlagen und die Gebiete für die einzelnen Stämme bestimmt. Zur Wende vom 10. zum 11. Jahrhundert als die Landnahme abgeschlossen wurde, ließen die Nachfolger des Stammesführers Ond eine Kirche bauen.
Die jurtenförmigen Gebäude, in denen die Schätze der Natur sichtbar sind, sind aus Kiefer und wurden mit einer uralten Technik zum Haus gebogen.

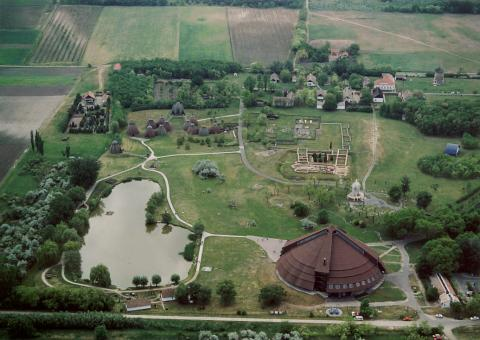
Blick aufs Freilichtmuseum
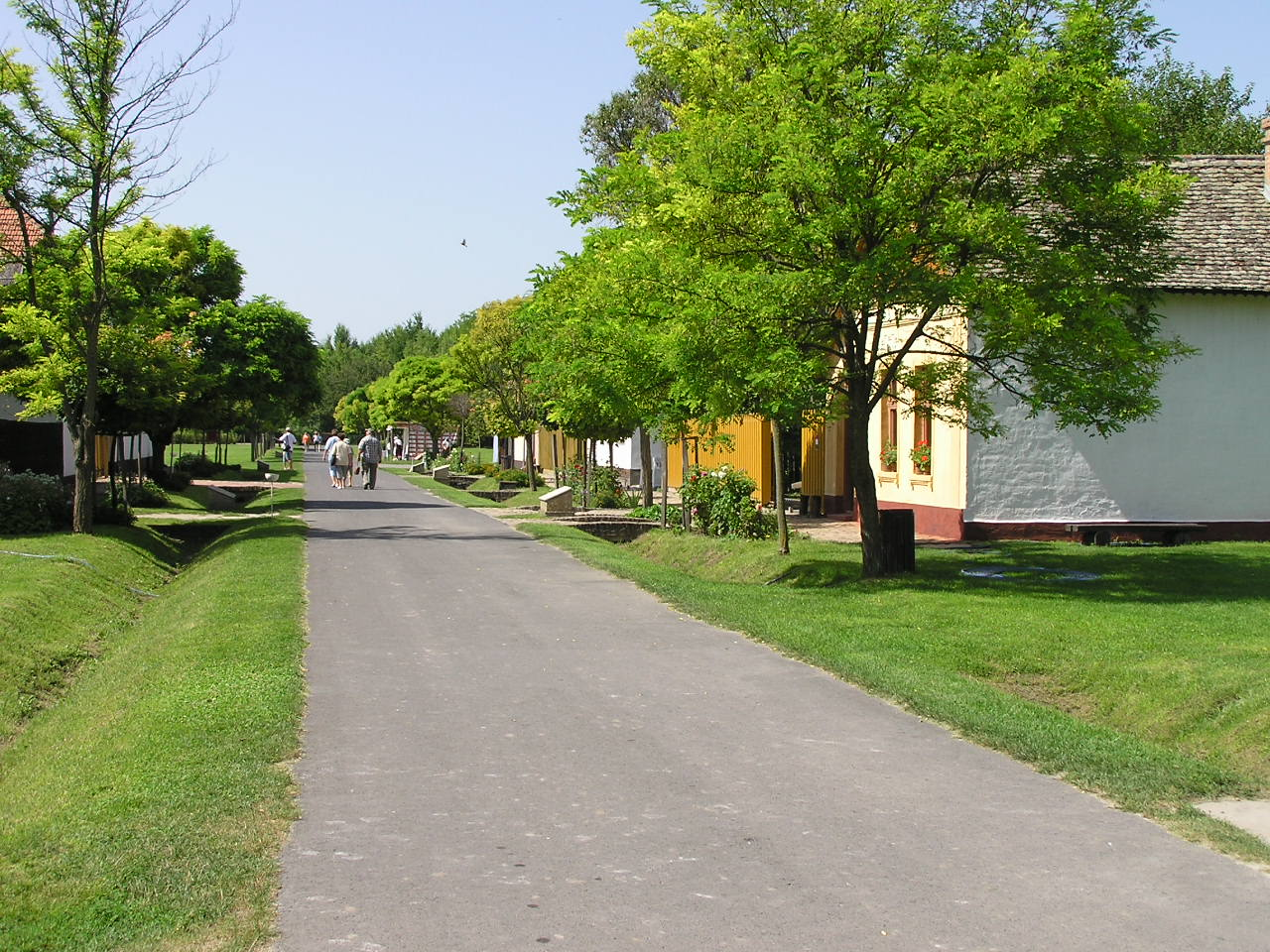
Dorfstraße im Freilichtmuseum von Ópusztaszer.
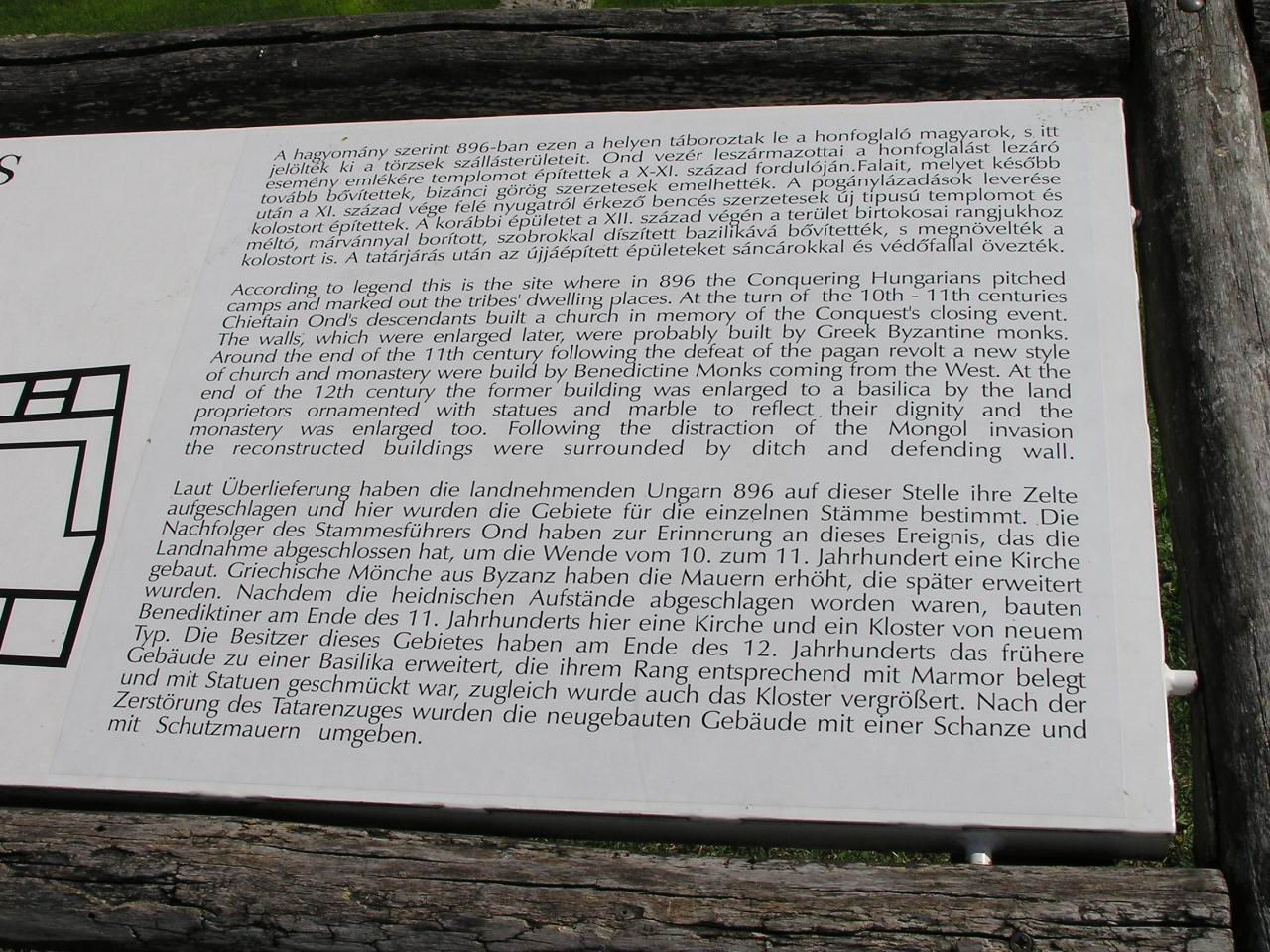
Infotafel im Freilichtmuseum von Ópusztaszer.
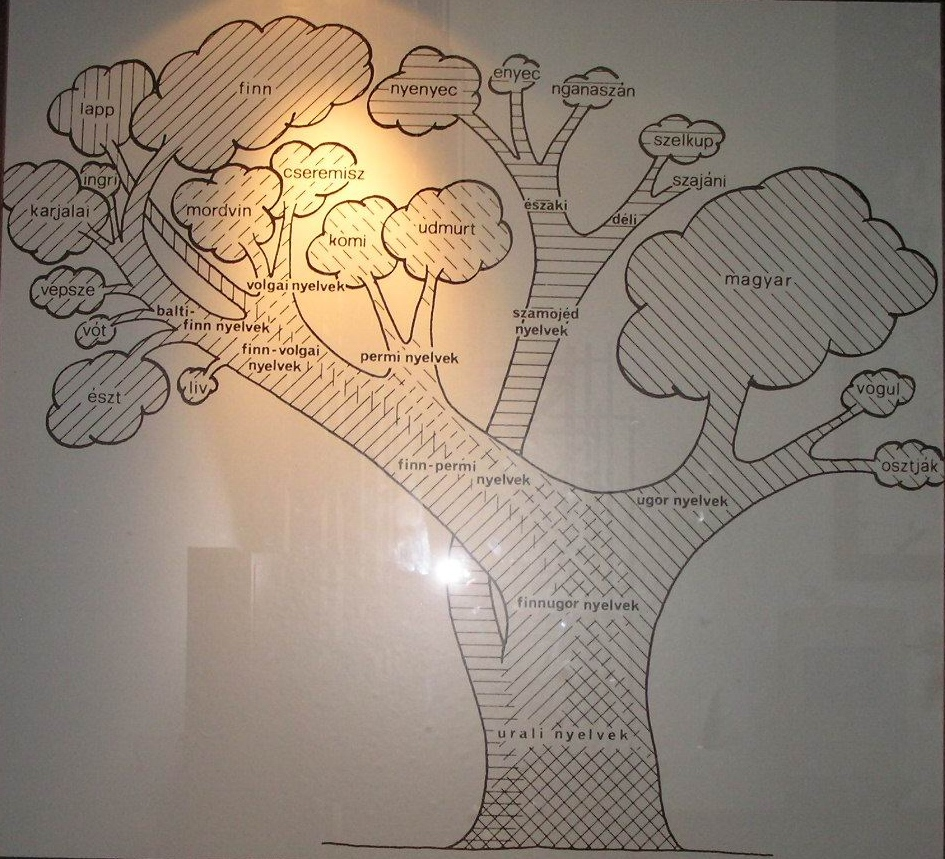
Genealogischer Stammbaum ausgestellt im Panoptikum.
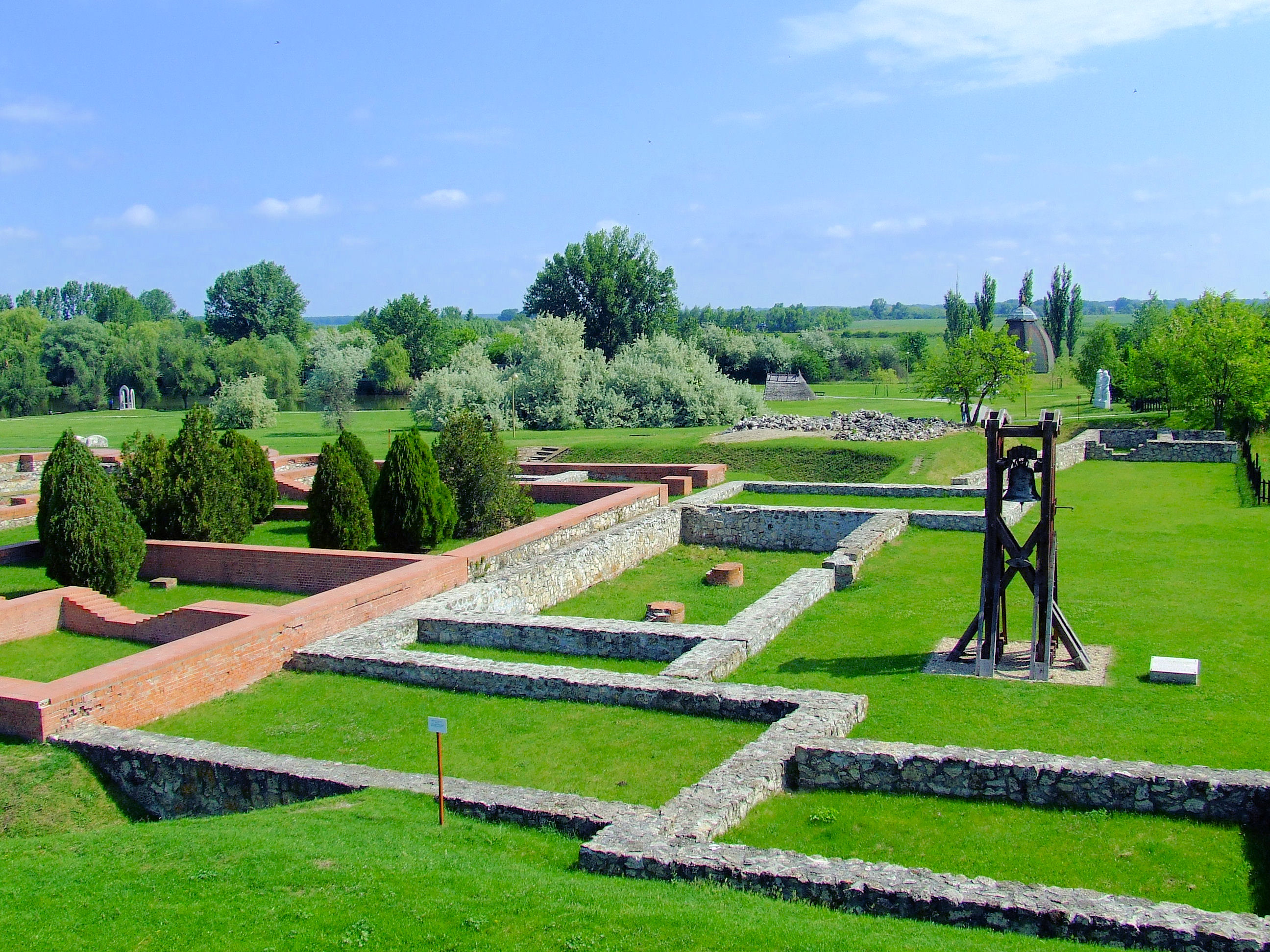
Grundrisse des Klosters und der Kirche von Ópusztaszer.
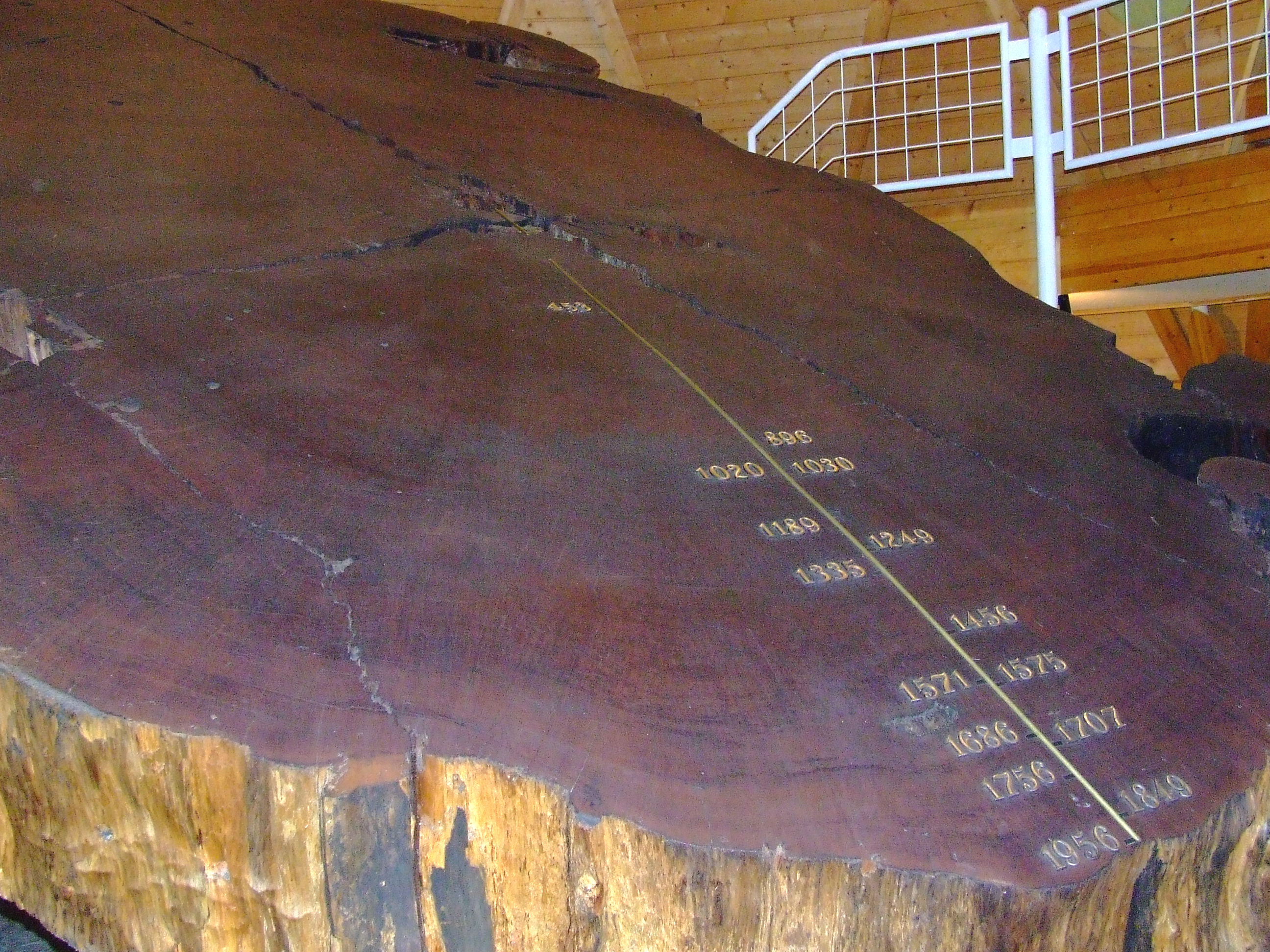
Holzscheibe eines Mammutbaums mit 5,4 bis 6,3 m Durchmesser, der 80 cm dicke Schnitt wiegt 7,5 t.

## Galerie der ungarischen Fürsten im Freilichtmuseum

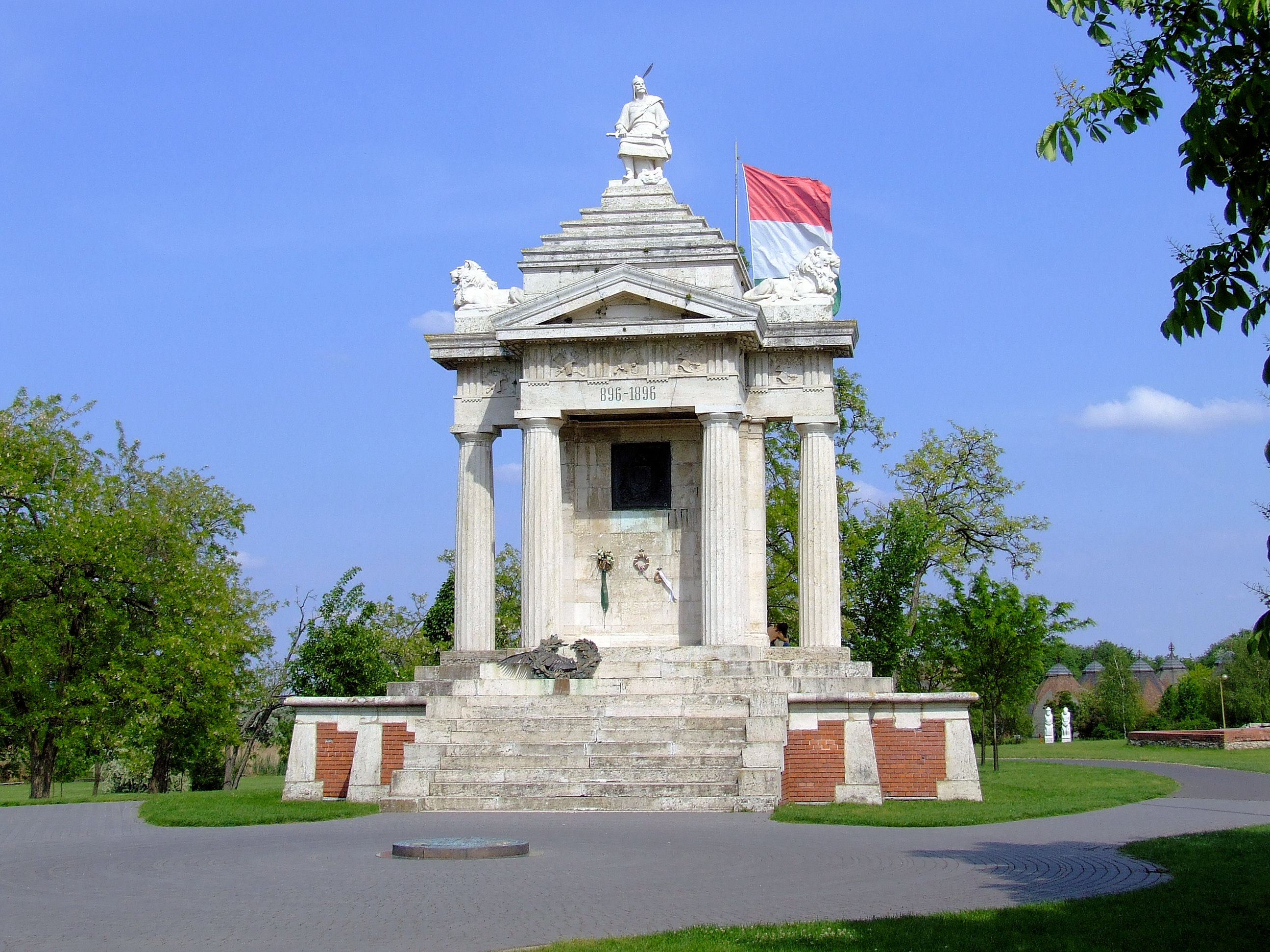
Denkmal des Großfürsten Árpád (886–907)
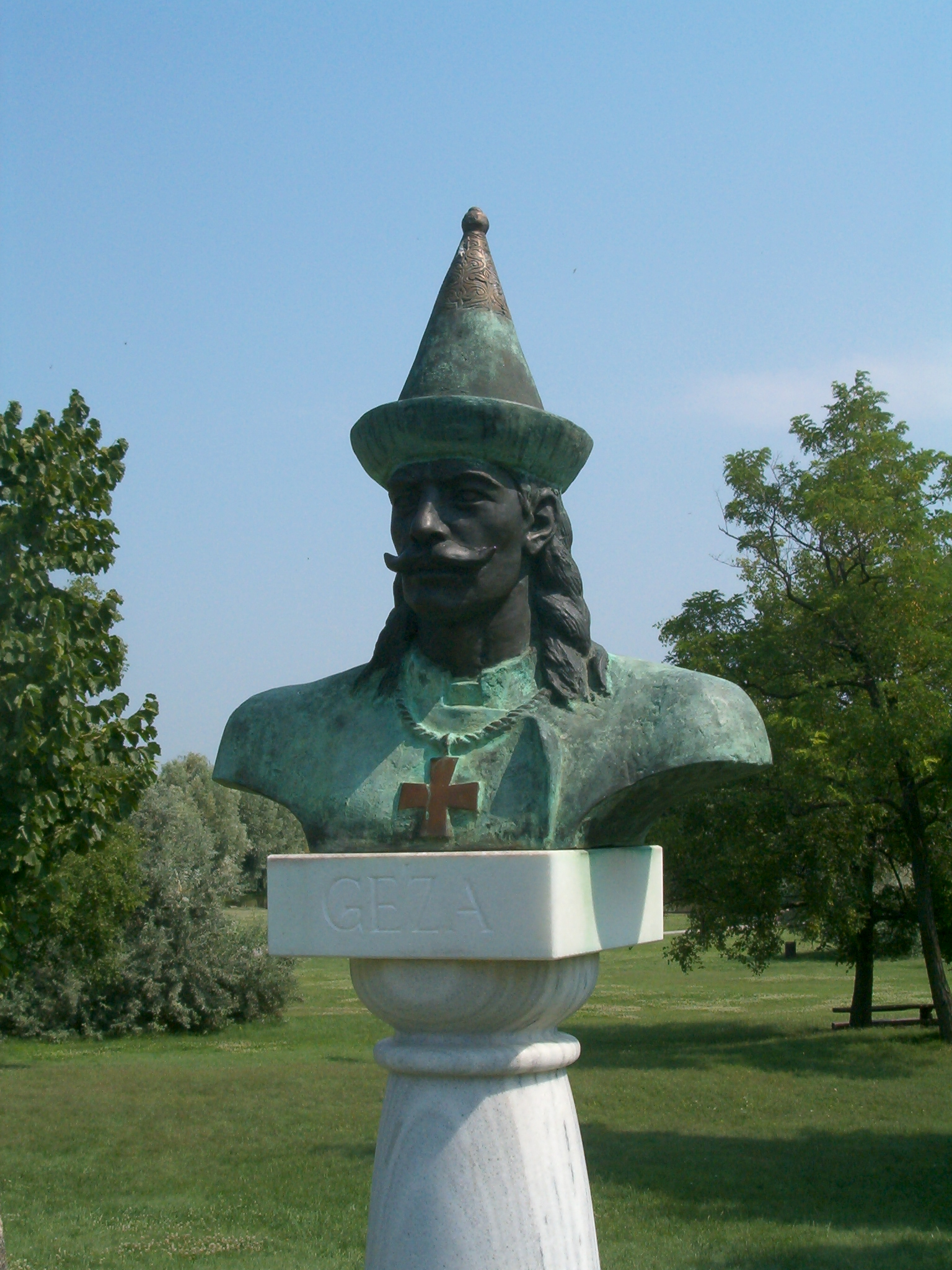
Géza (972–997)
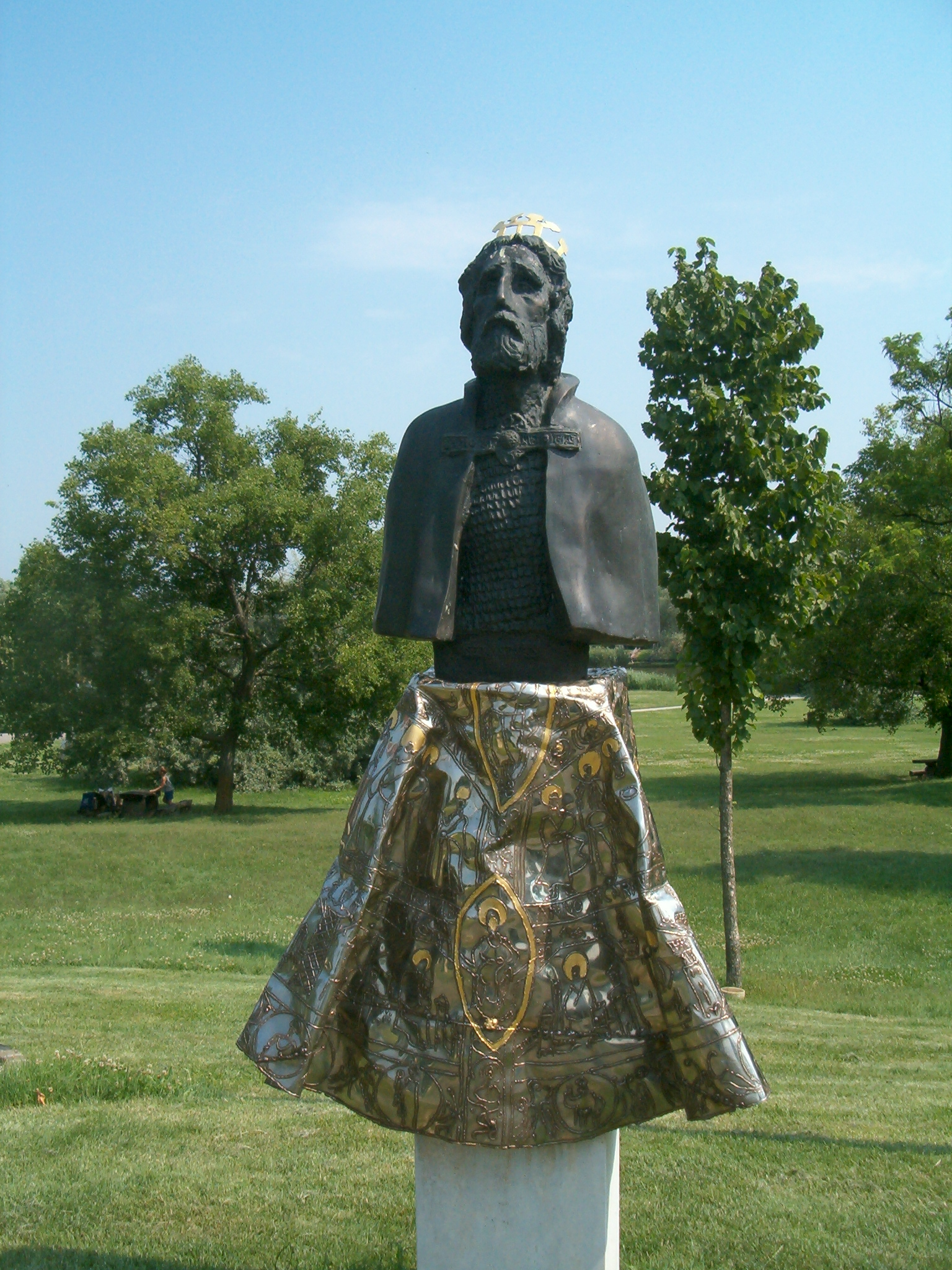
István I. (997–1038)
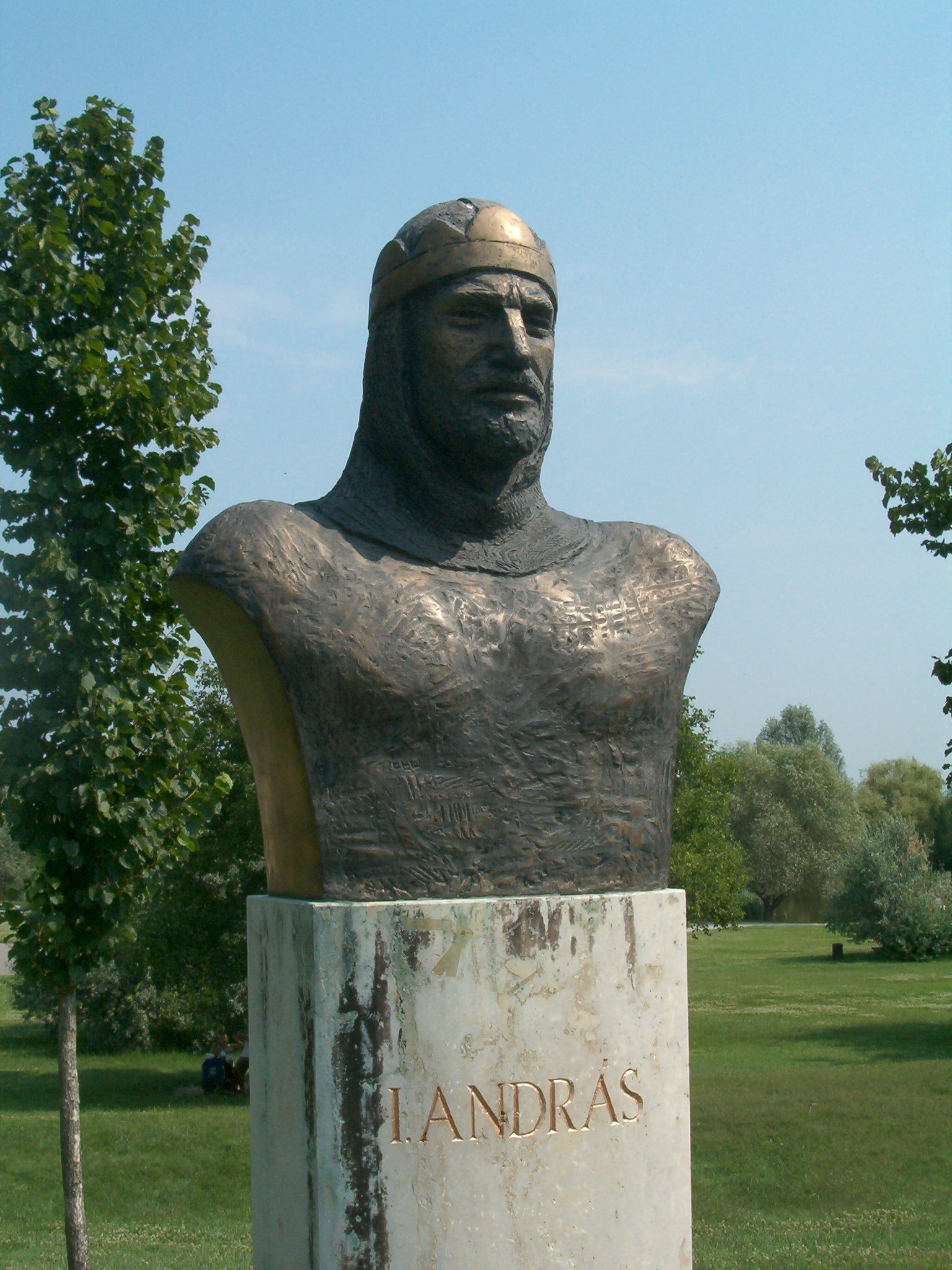
András I. (1046–1060)
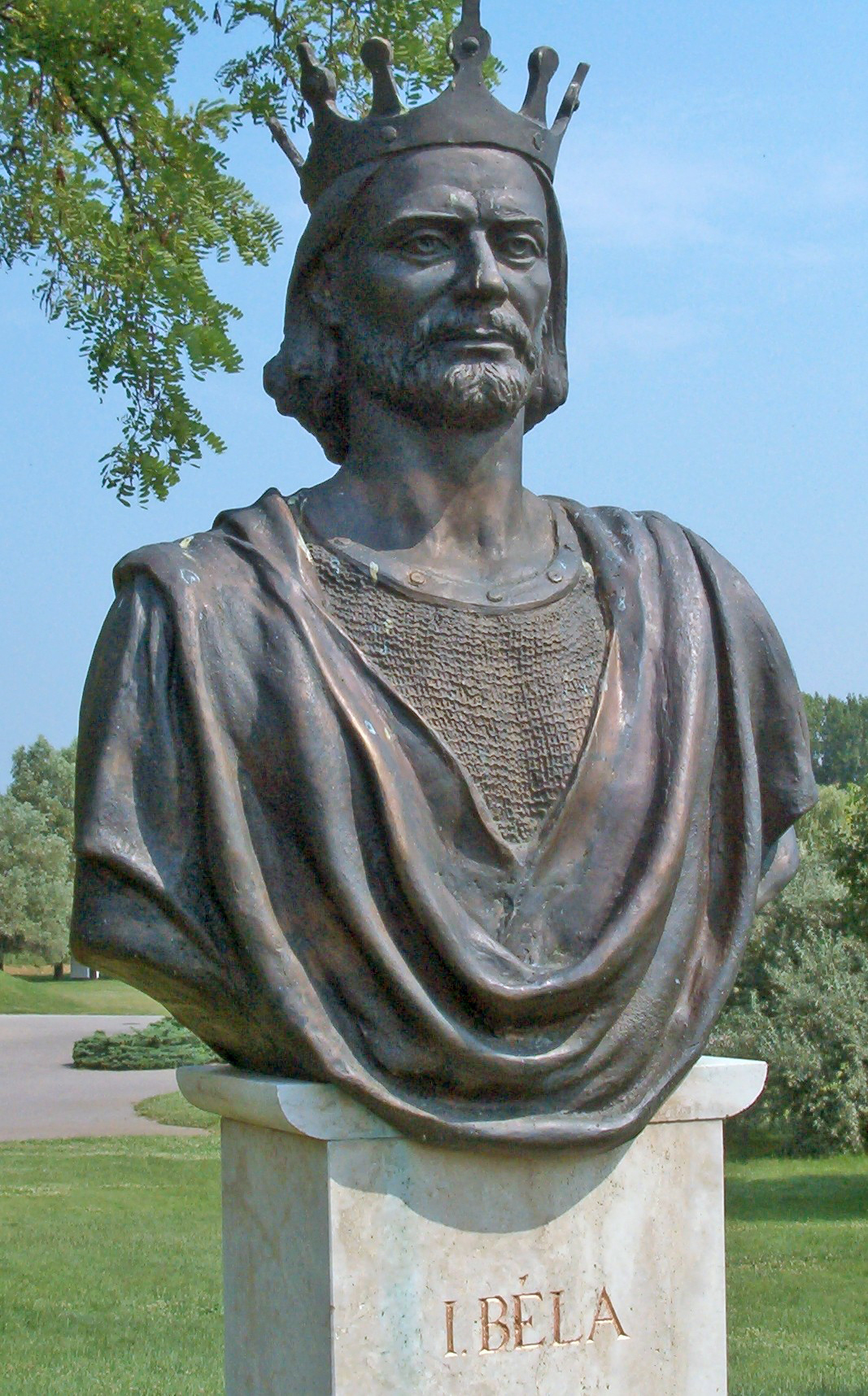
Béla I. (1060–1063)
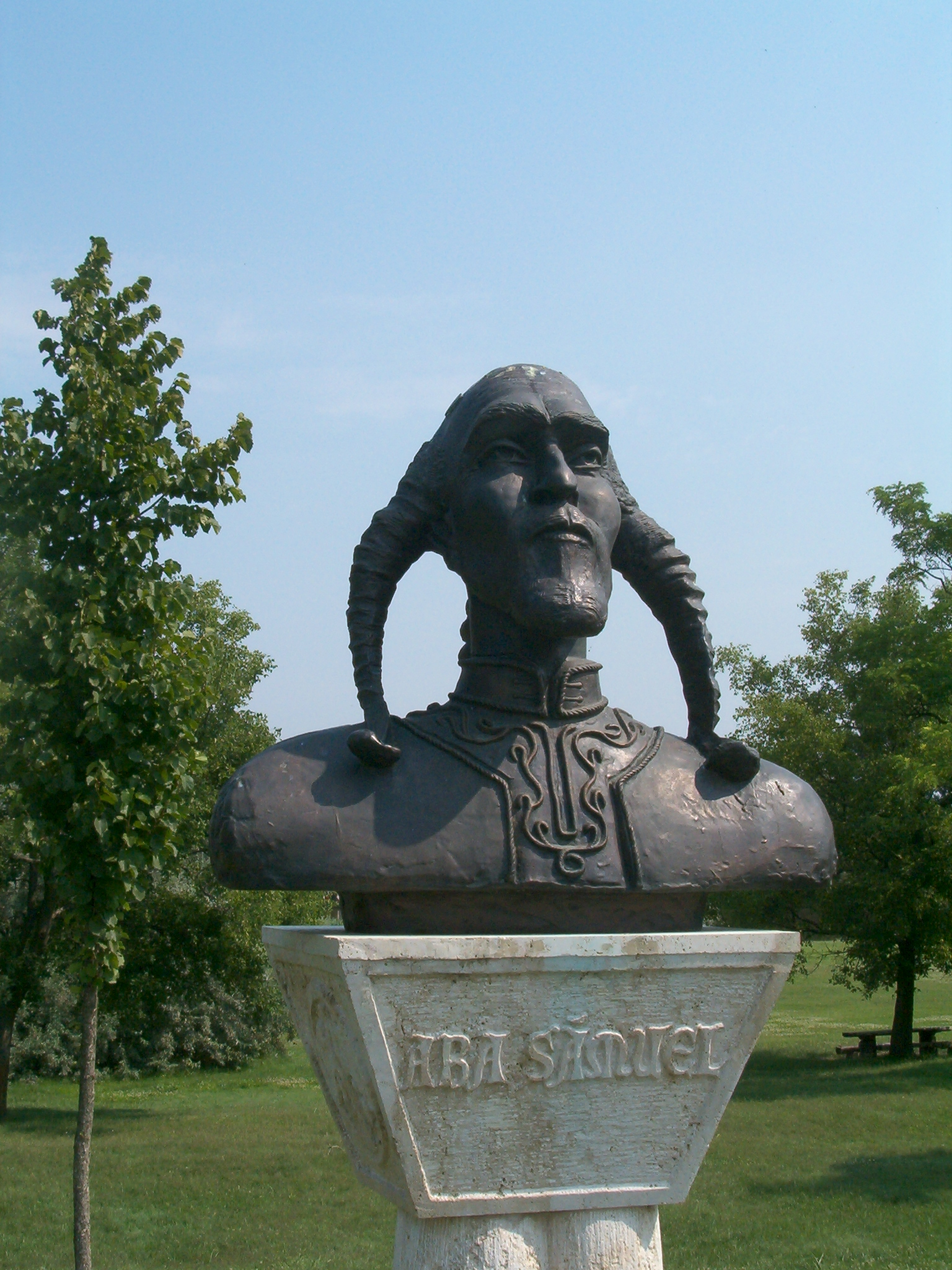
Sámuel Aba (1041–1044)
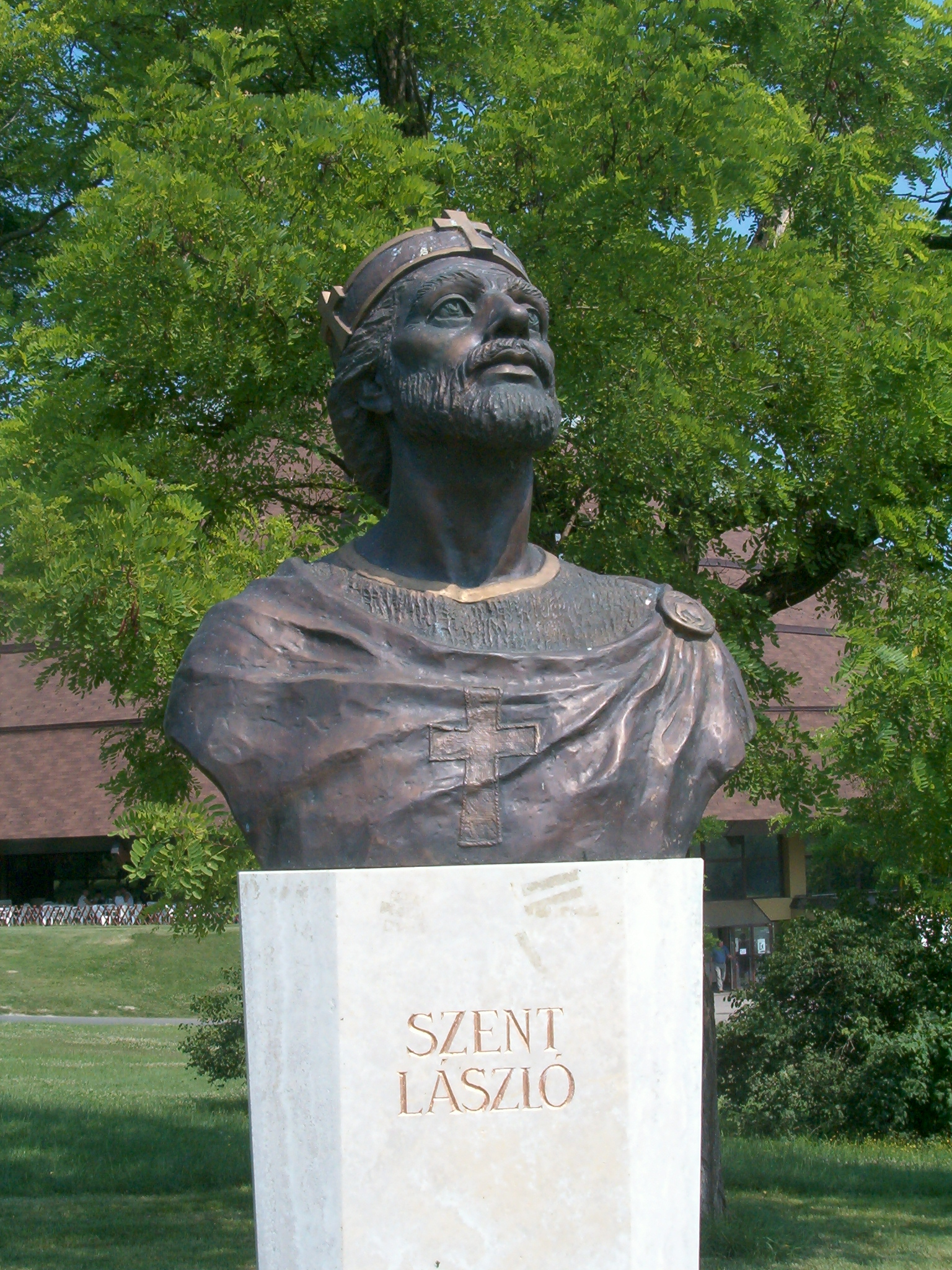
László I. (1077–1095)
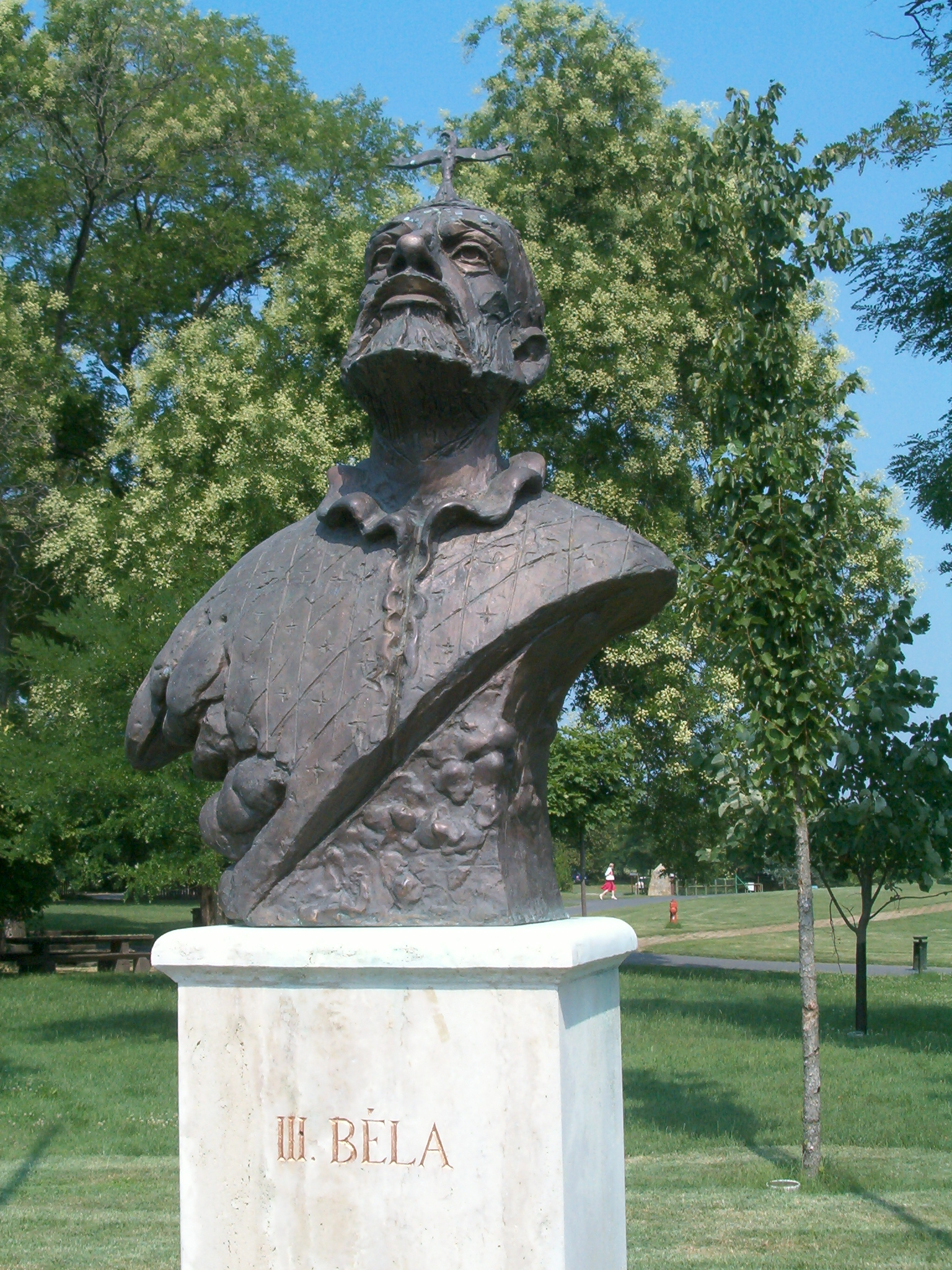
Béla III. (1172–1196)
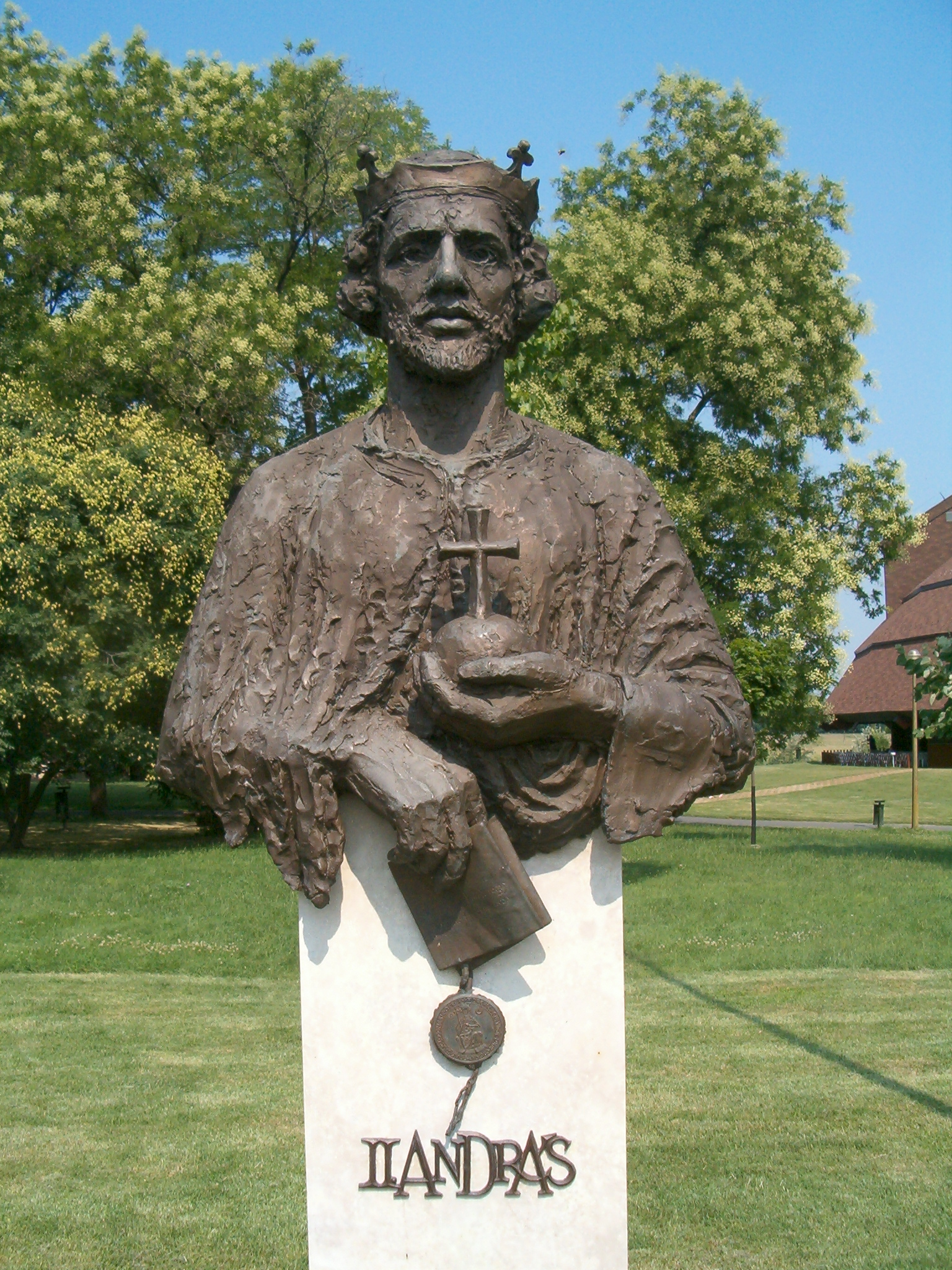
András II. (1205–1235)
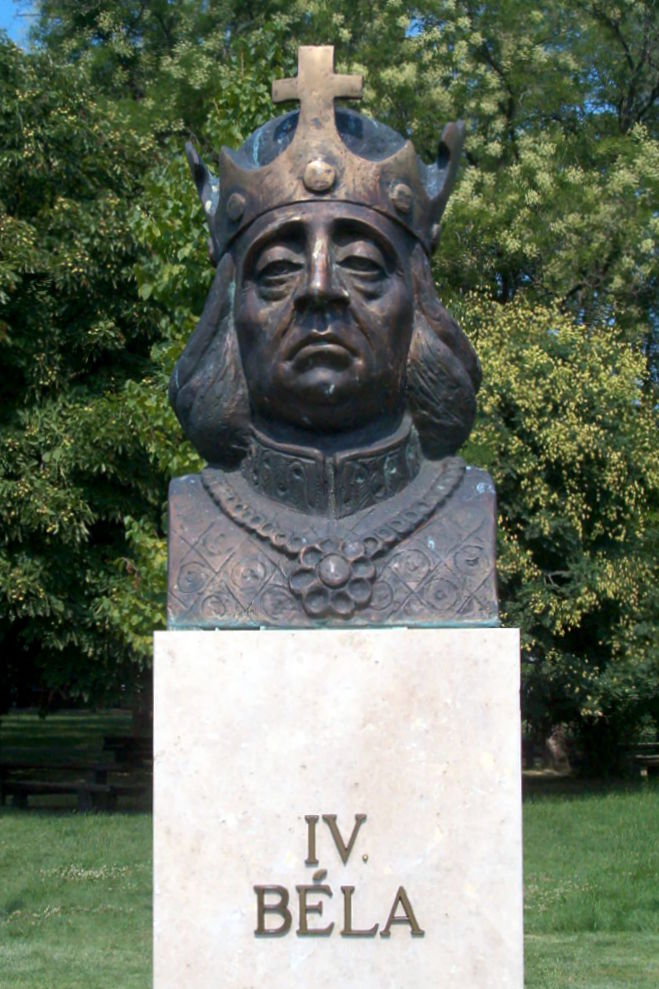
Béla IV. (1235–1270)
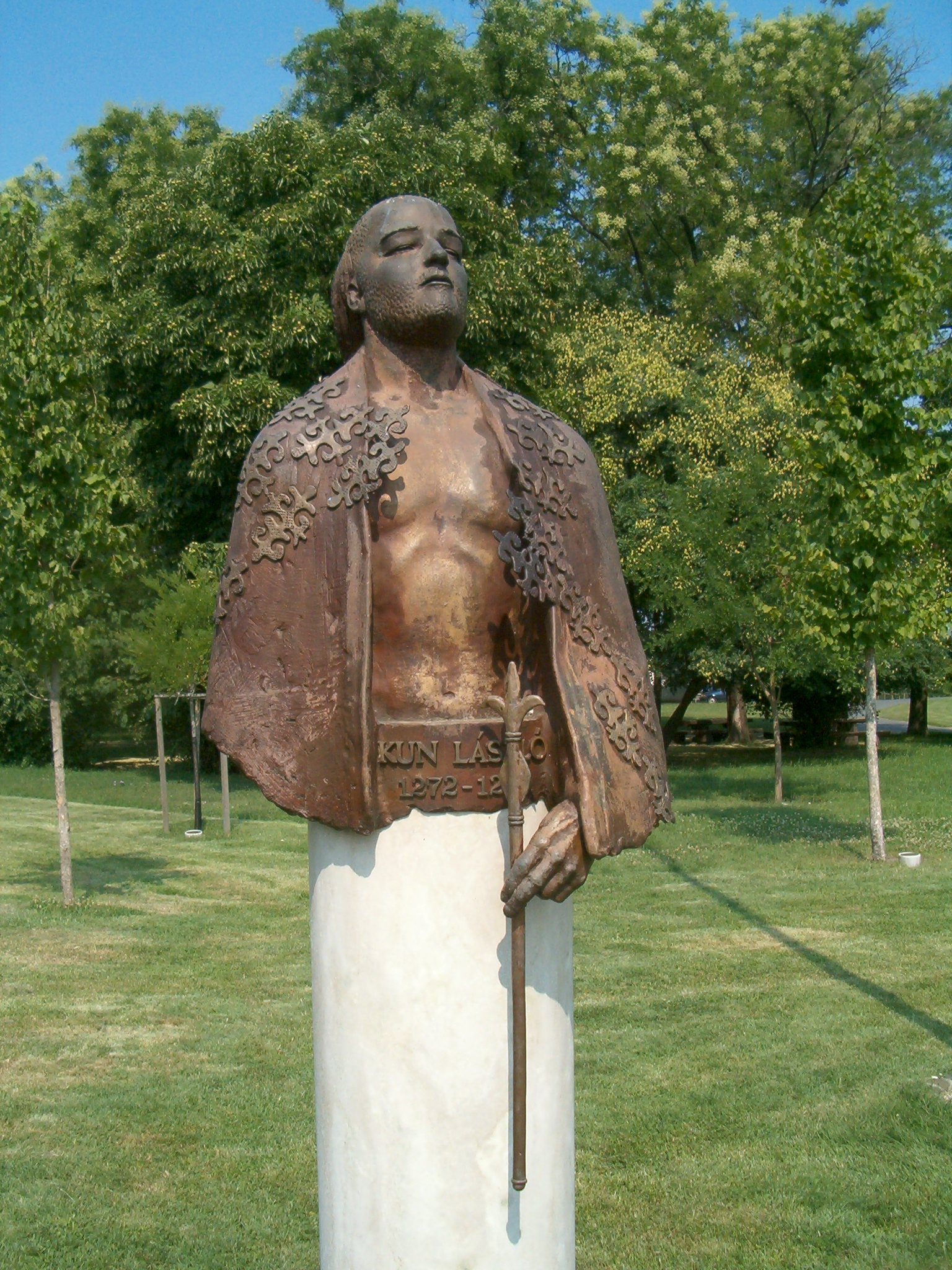
László IV. (1272–1290)
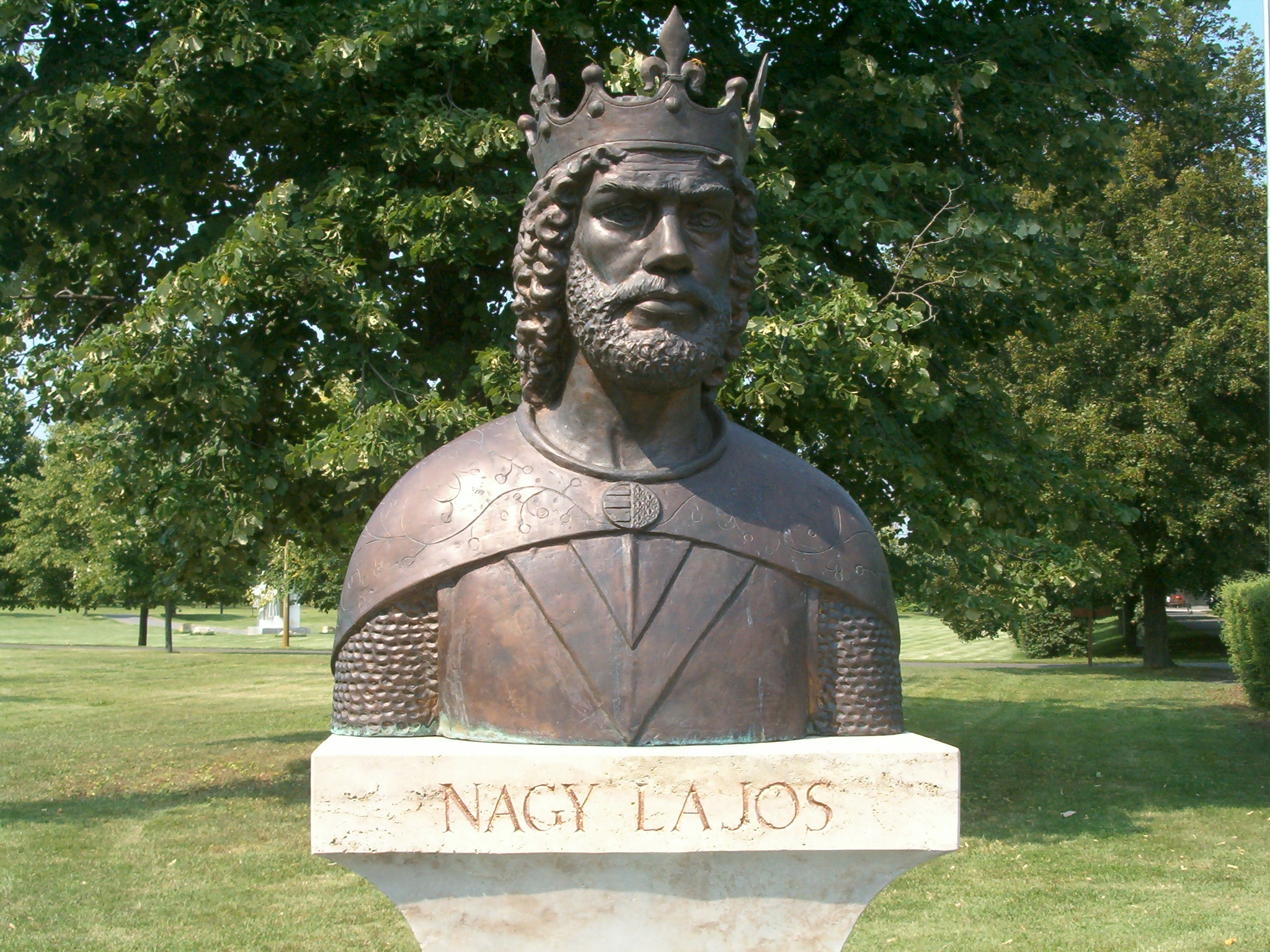
Ludwig der Große (1342–1382)
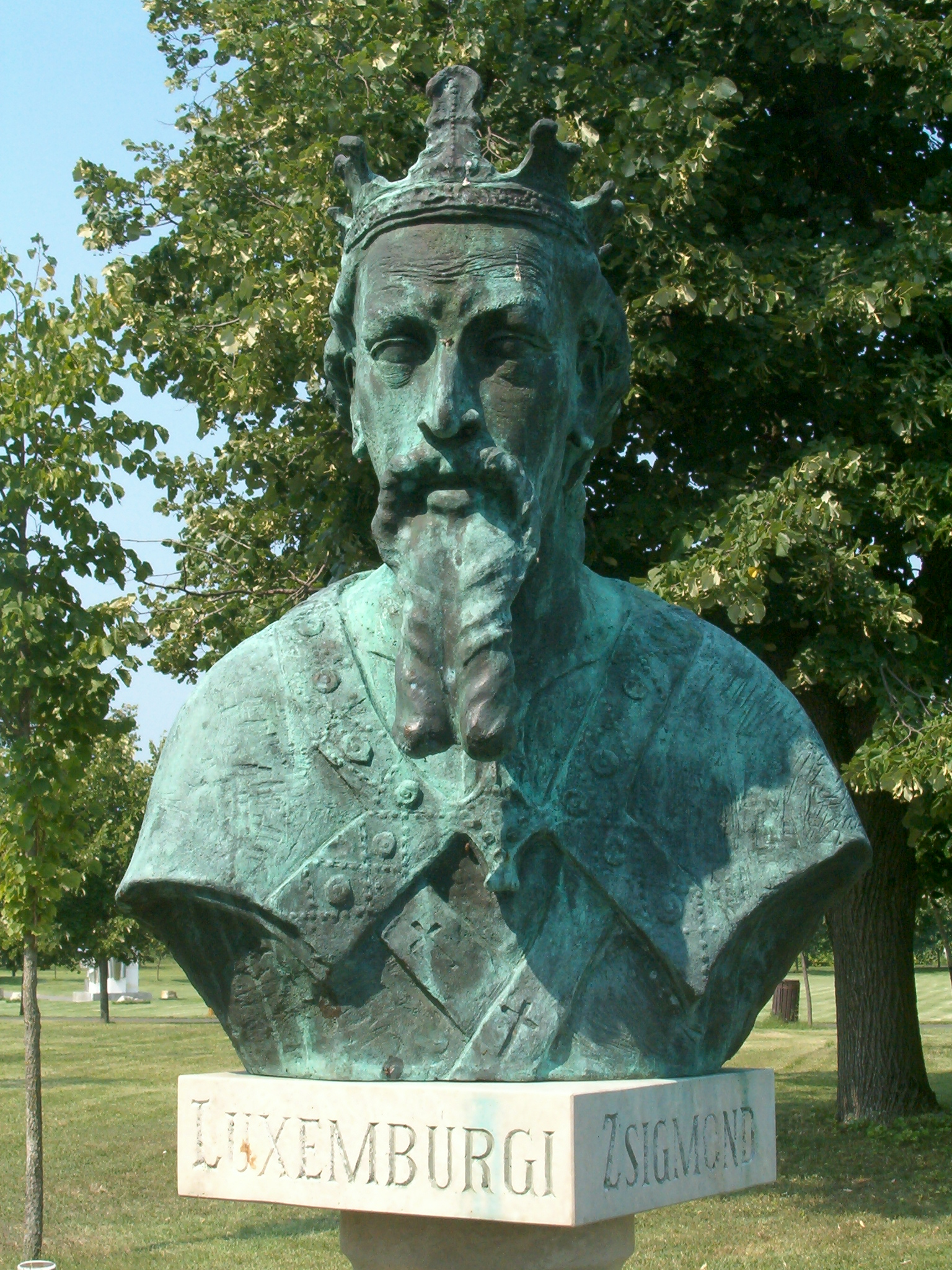
Sigismund von Luxemburg (1387–1437)
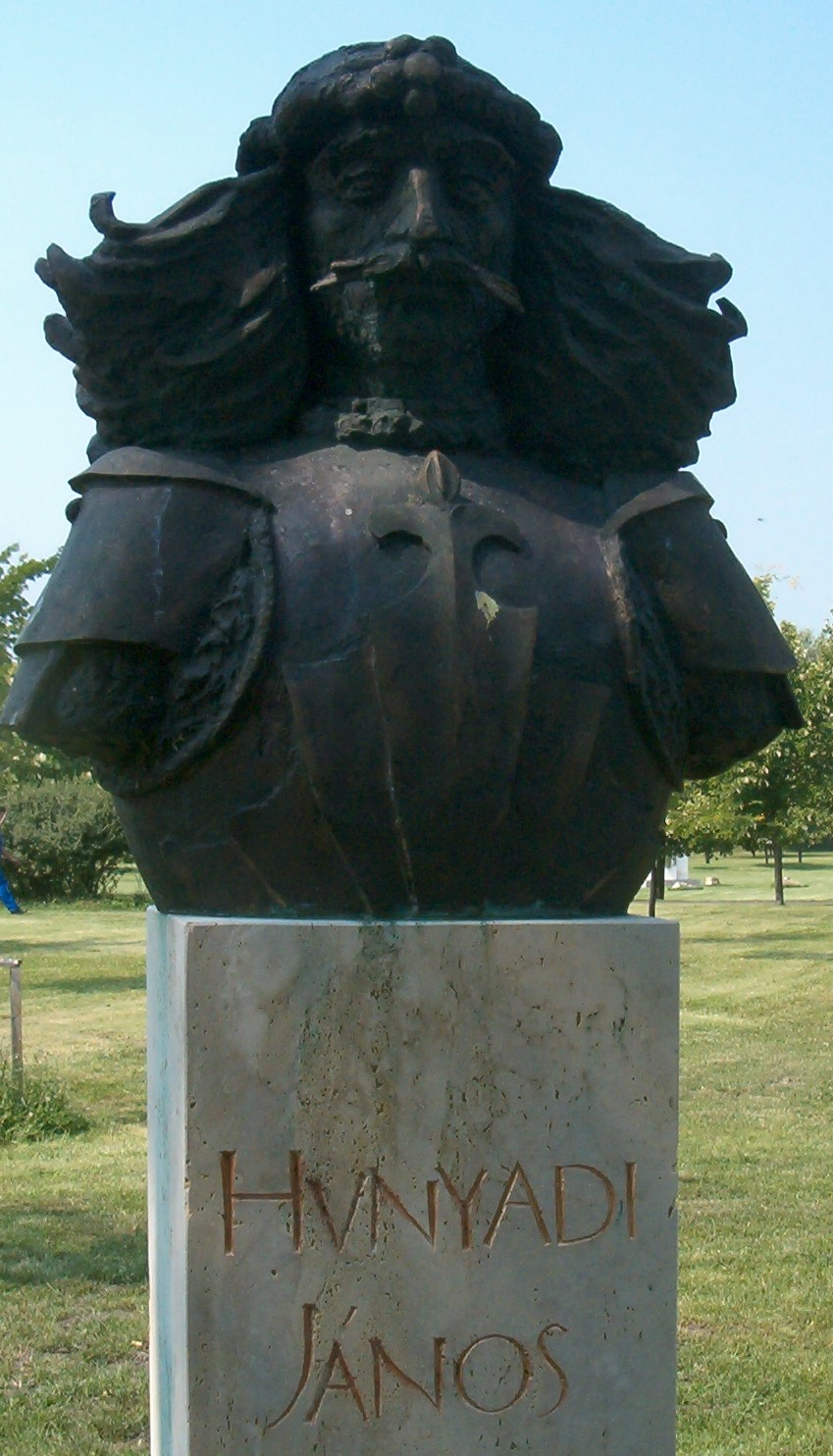
Hunyadi János
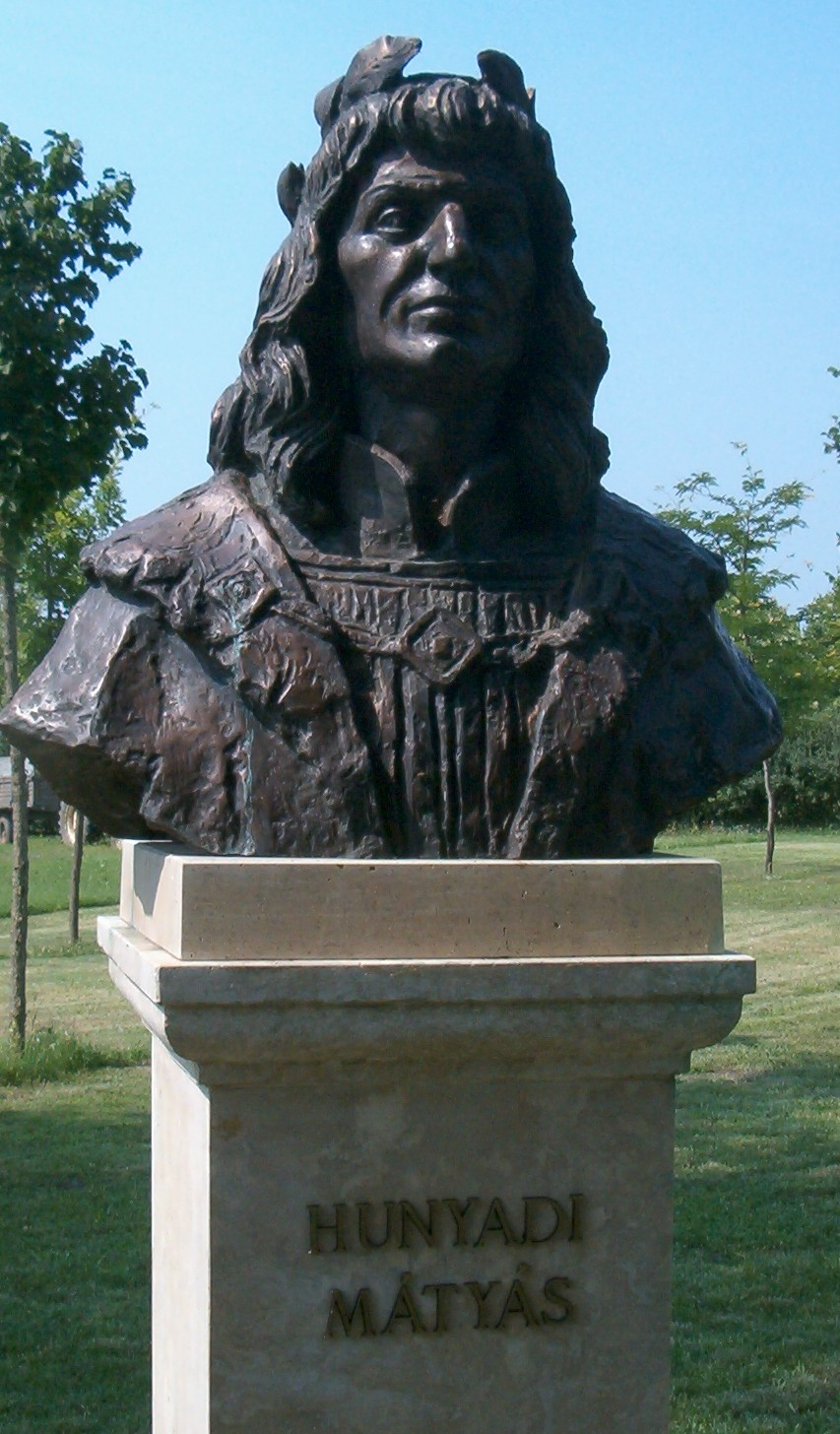
Hunyadi Mátyás (1458–1490)
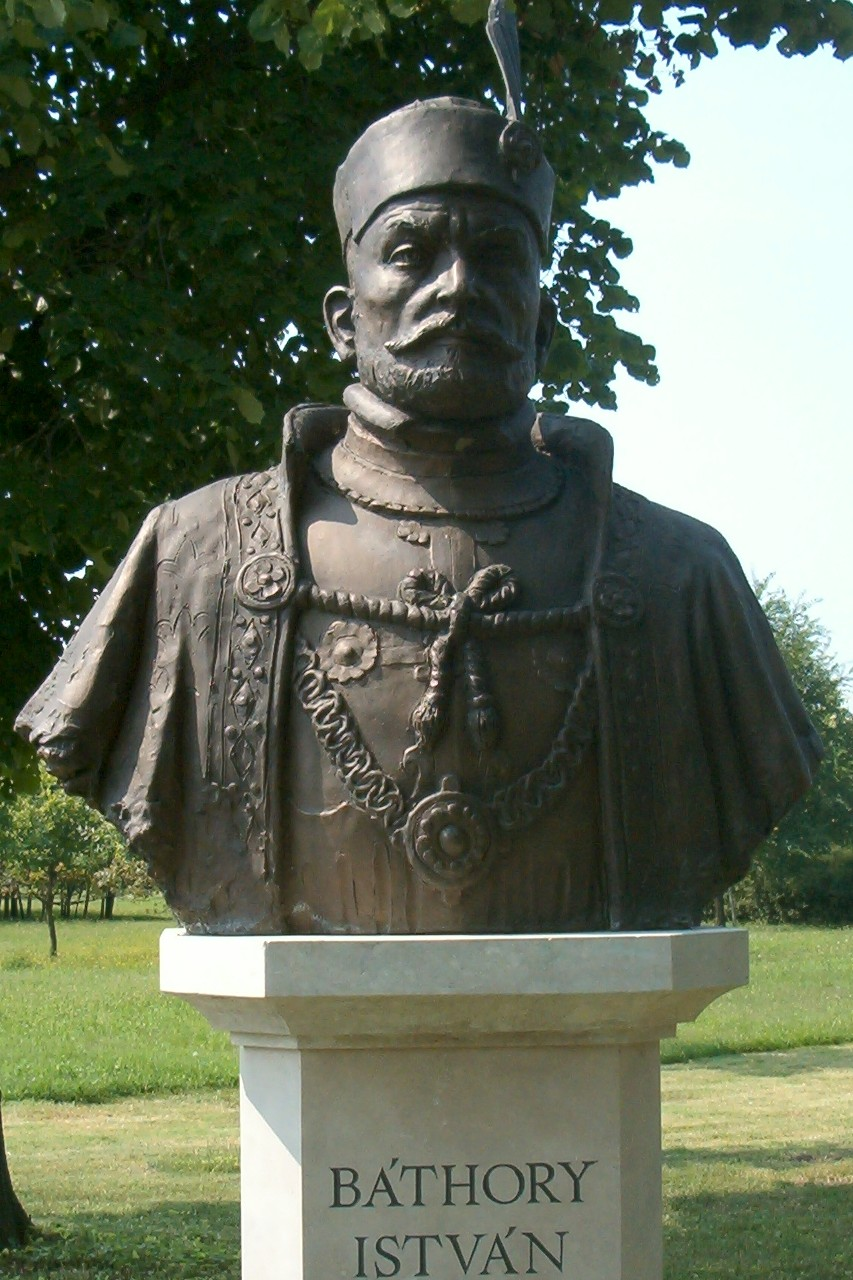
Báthory István (1571–1575)
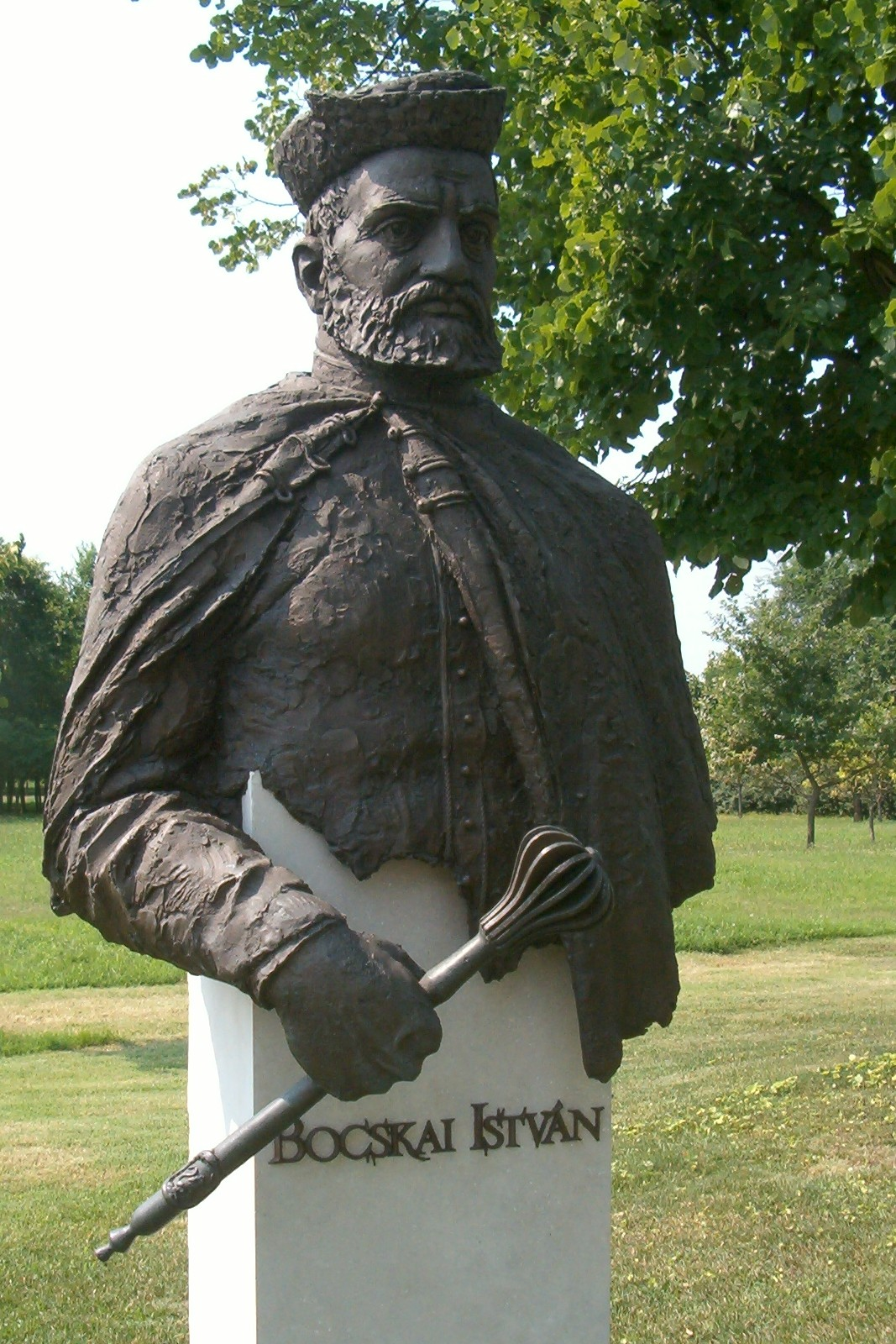
Bocskai István (1604–1606)
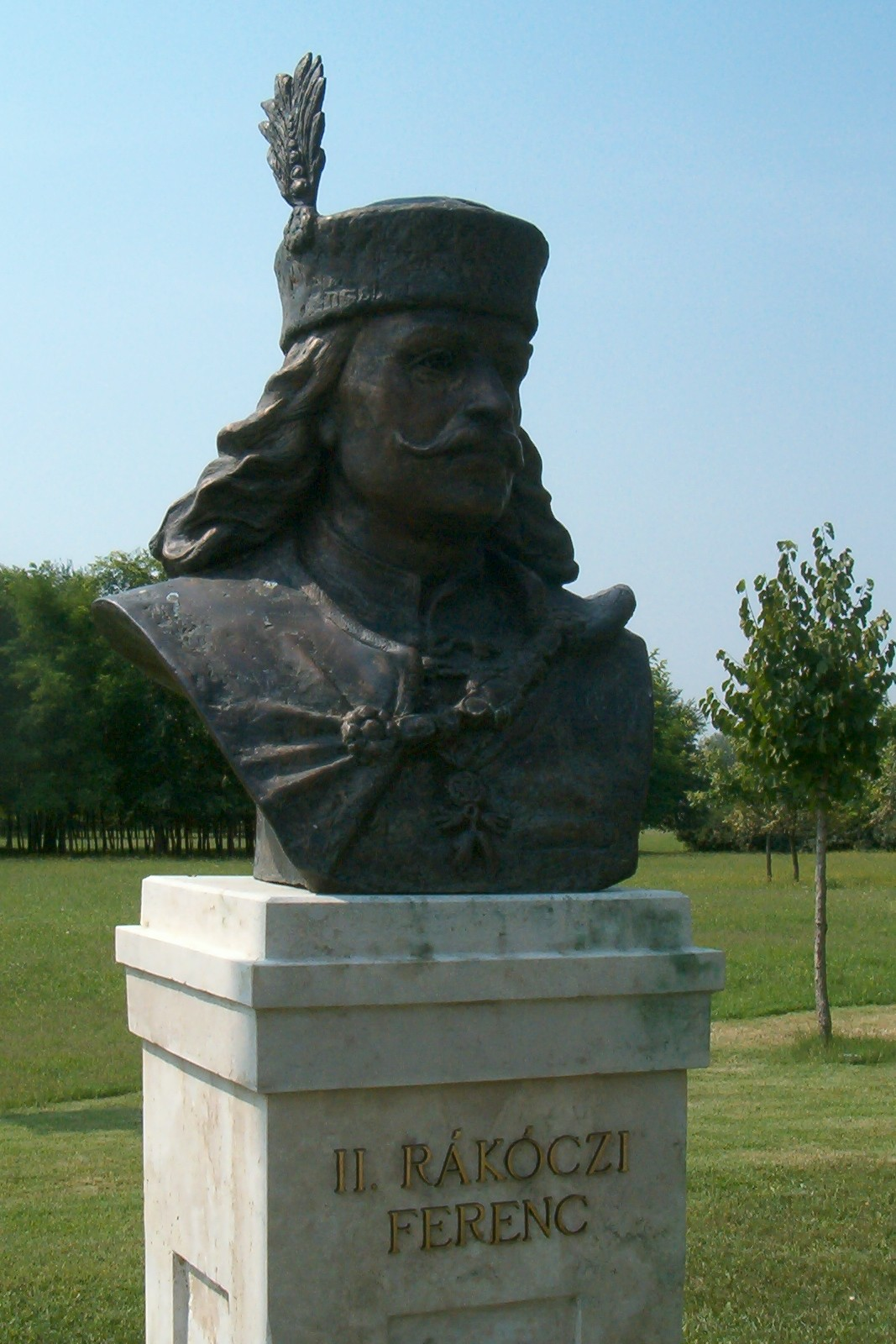
Rákóczi Ferenc II. (1702–1711)
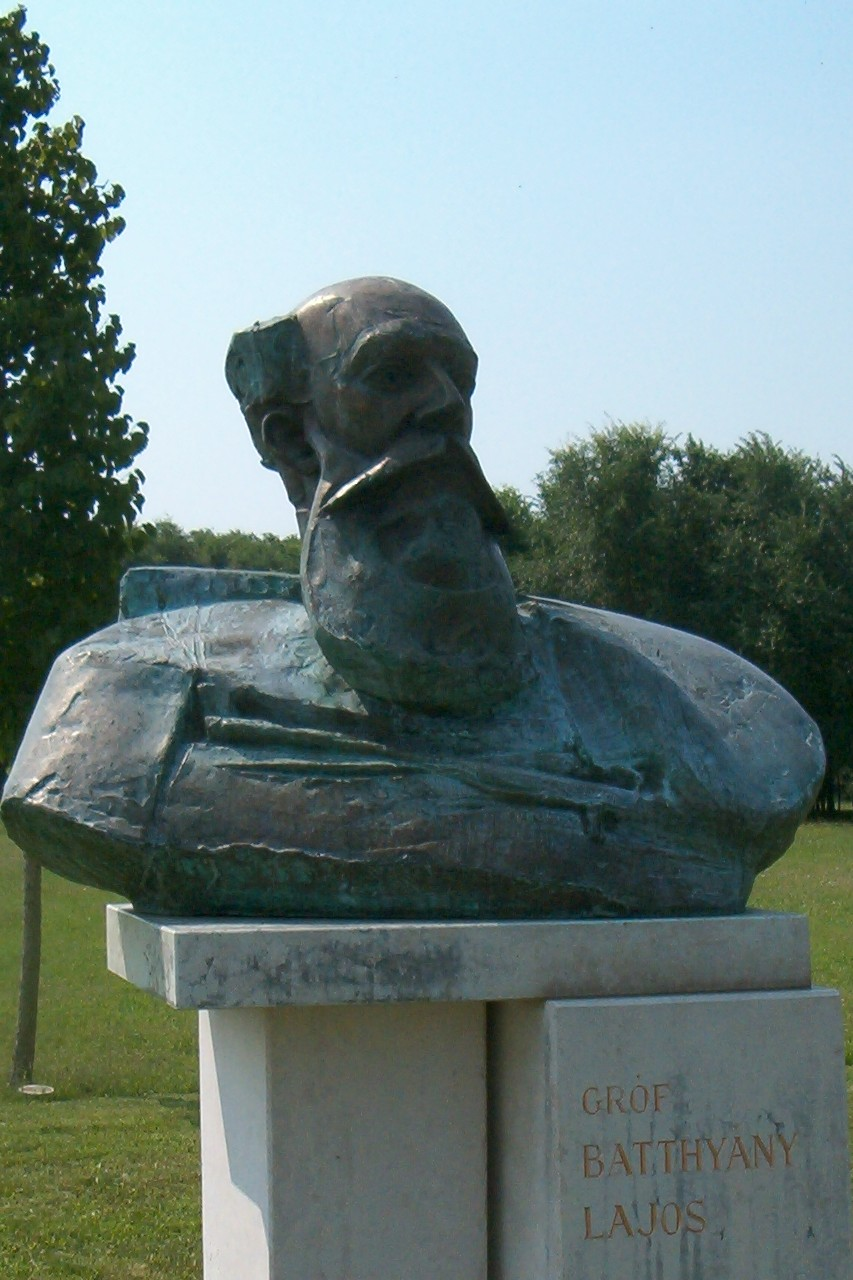
Batthyány Lajos
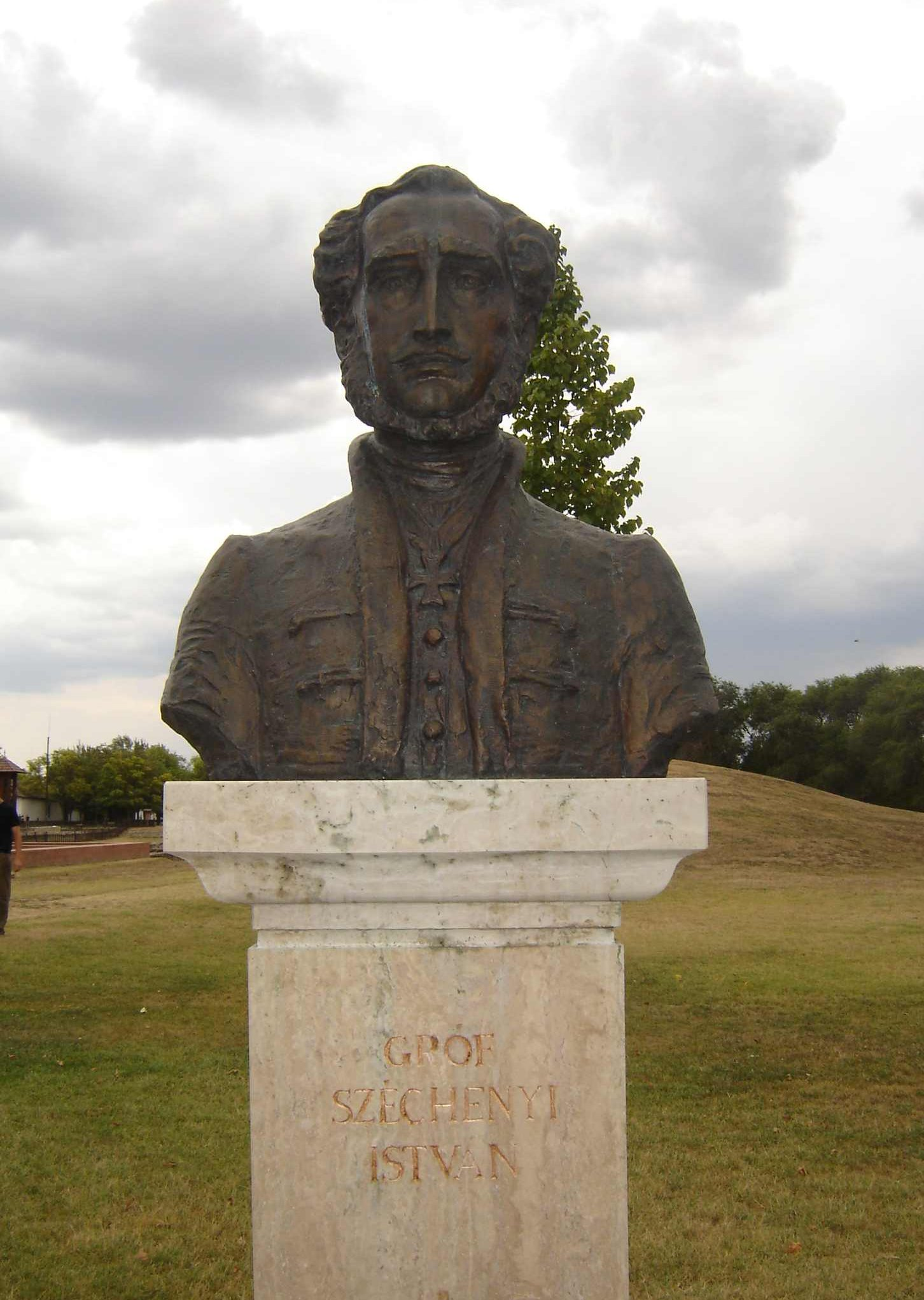
Graf Széchenyi István (1791–1860)